# Astaena tenella
Astaena tenella är en skalbaggsart som beskrevs av Hermann Burmeister 1855. Astaena tenella ingår i släktet Astaena och familjen Melolonthidae. Inga underarter finns listade.